# Szerbiai Szocialista Párt
A Szerbiai Szocialista Párt (szerbül Социјалистичка партија Србије / Socijalistička partija Srbije) egy szerbiai párt. 1990. július 27-én alapította Slobodan Milošević.

## Választási eredmények
| Választások | Szavazatok száma | Szavazatok aránya | Mandátumok száma | Mandátumok aránya | Parlamenti szerepe |
| ----------- | ---------------- | ----------------- | ---------------- | ----------------- | ------------------ |
| 1990-es     | 2 320 587        | 46,09%            | 194              | 77,6%             | kormánypárt        |
| 1992-es     | 1 359 086        | 28,77%            | 101              | 40,4%             | kormánypárt        |
| 1993-as     | 1 576 287        | 36,65%            | 123              | 49,2%             | kormánypárt        |
| 1997-es     | 1 418 036        | 34,26%            | 85               | 34%               | kormánypárt        |
| 2000-es     | 515 845          | 13,76%            | 37               | 14,8%             | ellenzék           |
| 2003-as     | 291 341          | 7,62%             | 22               | 8,8%              | kormánypárt        |
| 2007-es     | 227 580          | 5,64%             | 16               | 6,4%              | ellenzék           |
| 2008-as     | 313 896          | 7,58%             | 12               | 4,8%              | kormánypárt        |
| 2012-es     | 567 689          | 14,51%            | 25               | 10%               | kormánypárt        |
| 2014-es     | 484 607          | 13,49%            | 25               | 10%               | kormánypárt        |
| 2016-os     | 413 770          | 10,95%            | 21               | 8,4%              | kormánypárt        |
| 2020-as     | 334 333          | 10,39%            | 22               | 8,8%              | kormánypárt        |
| 2022-es     | 435 274          | 11,79%            | 22               | 8,8%              | kormánypárt        |

## Története

### A '90-es évek első felében
A párt az első választásokat megnyerte, 194 képviselői helyet szerezve a 250-ből. A szavazatok 46,1%-át szerezte meg. 1992-től kezdve más pártokkal kormányzott koalícióban, elsősorban a Szerb Radikális Párttal, 1993-tól pedig az Új Demokráciával (ma: Szerbia Liberálisai). A választásokon a Jugoszláv Baloldallal együtt vett részt, amelyet egyébként Milošević felesége, Mirjana Marković vezetett.

### Az 1996-os választási csalás
Az 1996-os helyi választásokon a párt helyi vezetői megmásították a szavazás eredményeit azokon a helyeken, ahol a jelöltjeik veszítettek a demokratikus ellenzék Együtt (szerbül Zajedno) koalíciójától. Tüntetések kezdődtek először Nišben, majd egész Szerbia területén. A tüntetések végig tartottak 1996/1997 telén, és végül úgy értek véget, hogy Miloševićék elismerték az eredményeket.

### A '90-es évek második felében
Habár ez megrendítette Milošević és az SZSZP hatalmát, és némi változást eredményezett a párton belül, a kormány folytatta káros tevékenységét. Az állami vezetésben egyre nagyobb szerepet kapott Mirjana Marković, Milošević felesége, és pártja, a Jugoszláv Baloldal. Ez kiváltotta az SZSZP régebbi tagjainak elégedetlenségét, de ez távolról sem volt elég arra, hogy megállítsák azt az értelmetlen politikát, amelynek eredménye lett Jugoszlávia NATO bombázása és a koszovói fiaskó.

### A párt hatalmának elveszítése
2000. szeptember 24-én (többek között) elnökválasztásokat is tartottak Jugoszláviában. Az SZSZP jelöltje Slobodan Milošević volt, még a Szerbiai Demokratikus Ellenzék jelöltje Vojislav Koštunica. A szavazás első fordulójában Koštunica megszerezte a szavazatok több mint 50%-át, ezt viszont az SZSZP-s vezetés nem ismerte el, hivatalosan második fordulóra volt szükség. Ismét tüntetésekre került sor, amely 2000. október 5-én forradalomba torkollott: gyakorlatilag ezen a napon veszítette el Milošević és az SZSZP a hatalmát.
A 2000. december 23-án megtartott szerb parlamenti választásokon a 6.508.856 választópolgár 3.752.170 leadott szavazatból 516.326 szavazatot kapott, amely 37 képviselői helyet jelentett a 250 fős parlamentben. Milošević hatalmának 2000-es megdöntését követően a párt ellenzékbe került.

### A párt lassú hanyatlása
A 2003-as szerb parlamenti választásokon a párt a szavazatok 7,6%-át nyerte el, amellyel 22 képviselői helyet szerzett a 250 fős parlamentben. A választások utáni kisebbségi kormánykoalíciót kívülről támogatta. Cserébe számos szerbiai állami vállalat igazgatói állását kapták meg a párt funkcionárisai. A 2004-es elnökválasztásokon az SZSZP jelöltje, Ivica Dačić a szavazatok 3,6%-ával az ötödik helyen végzett.
A 2007-es szerbiai parlamenti választásokon az SZSZP 227.580 szavazatot, a voksok 5,64%-át kapta, amellyel 16 képviselői helyet szerzett a 250-ből. Önálló frakciót alapított, amelynek vezetője Ivica Dačić, helyettese pedig Žarko Obradović.

## Nemzetközi kapcsolatok
A párt megpróbált csatlakozni a Szocialista Internacionáléhoz, de a felvételi kérelmét majdnem egyhangúlag visszautasították. Csak a görög PASOK és a Francia Szocialista Párt szavazott a felvétele mellett, míg az összes többi (több mint 160 párt több mint 130 országból) ellenezte azt. Az SZSZP-t nacionalizmussal és háborús uszítással vádolták, valamint azzal, hogy okozója az emberek szenvedésének.

## Külső hivatkozások
- Hivatalos honlap